# Poecilia parae
Poecilia parae, es una especie de pez actinopeterigio de agua dulce, de la familia de los poecílidos.

## Morfología
Peces de pequeño tamaño con una  longitud máxima descrita de solo 3 cm el macho y 5 cm la hembra. Se reconocen tres formas de color de los machos, cuya frecuencia puede depender de la presión de depredación.

## Distribución y hábitat
Se distribuye por ríos de la vertiente atlántica de América del Sur, desde Guyana hasta el delta del río Amazonas en Brasil. Habita en aguas dulces y salobres de estuarios, también se puede encontrar en pequeños pantanos y arroyos poco profundos de flujo lento ubicados en el interior, donde el agua es realmente fresca, a lo largo de la vegetación ribereña con agua clara y sustrato arenoso-fangoso.